# Back in the U.S.S.R.
Pour les articles homonymes, voir Back in the USSR (homonymie).
Singles de The Beatles
Yesterday / I Should Have Known Better
(1976) Sgt. Pepper's Lonely Hearts Club Band - With a Little Help from My Friends / A Day in the Life
(1978)
Pistes de The Beatles (Disque 1)
Dear Prudence
(A2)
Back in the U.S.S.R. (litt. « De retour en U.R.S.S. ») est une chanson du groupe britannique The Beatles. Entièrement écrite par Paul McCartney mais créditée Lennon/McCartney, elle ouvre l'album The Beatles, sorti en novembre 1968.

## Composition
D'après Ian MacDonald (en), critique britannique, le titre est un jeu de mots parodiant la campagne « I’m Backin’ Britain (en) » (« je soutiens le Royaume-Uni ») de 1968 du Premier ministre britannique Harold Wilson. Lors de leur stage de méditation en Inde en février 1968, prenant comme point de départ le slogan de cette campagne de promotion pour l'industrie britannique, McCartney ébauche « I'm Backing The UK » qui devient rapidement Back in the U.S.S.R., un pastiche de Back in the U.S.A. de Chuck Berry. Cette dernière raconte les sentiments d'un soldat qui se prépare à revenir aux États-Unis après avoir été posté dans un pays étranger. L'auteur transpose la trame vers un espion qui s'apprête à quitter son poste aux États-Unis pour retourner en Union Soviétique. Mike Love des Beach Boys, qui participait aussi à cette retraite, lui suggère de parler des filles de Russie comme dans leur chanson California Girls. 
Paul McCartney raconte donc, à la première personne, l’histoire d’un homme qui rentre en U.R.S.S. à bord d’un avion de la compagnie aérienne BOAC, en provenance de Miami Beach. Il évoque la beauté des femmes soviétiques, le son de la balalaïka et le plaisir de revenir sur sa terre natale.
Cette chanson contient également une référence à Georgia on My Mind de Hoagy Carmichael. Mais alors que Georgia on My Mind fait référence indifféremment à une femme appelée Georgia ou à l'État américain de Géorgie, Paul McCartney, lui, parle de la République socialiste soviétique de Géorgie.
Dans une interview de 1984 pour le magazine Playboy, Paul McCartney revient sur Back in the U.S.S.R., en l'évoquant comme une « main tendue » ; « parce que les gens nous aiment là-bas, même si les dirigeants du Kremlin peuvent ne pas être d'accord, les gosses nous aiment ». Pourtant, même si, officiellement, les communistes considèrent les Beatles comme représentatifs de la décadence du capitalisme, le titre déclenche rapidement l’hostilité des milieux conservateurs américains qui y voient une preuve de propagande communiste par le groupe. Un autre titre de l'« Album blanc » est jugé « communiste » : Piggies, de George Harrison, qui se moque de l'establishment.

## Enregistrement
Durant les séances d'enregistrement de l'« Album blanc », les quatre Beatles travaillent souvent séparément, ce qui permet de maintenir à un minimum les tensions au sein du groupe. Cependant, les choses s'enveniment le 22 août 1968, pendant l'enregistrement de la chanson, et Ringo Starr s'en va, excédé, estimant qu'il ne parvient pas à jouer de la bonne façon, et se sentant isolé par rapport à ses trois camarades. Starr décide de partir en vacances en Sardaigne, et c'est à ce moment qu'il compose Octopus's Garden, qui paraîtra sur Abbey Road en 1969.
Back in the U.S.S.R. est ainsi enregistrée sans lui, les 22 et 23 août 1968. Les parties de batterie sont essentiellement assurées par Paul McCartney, bien que John Lennon et George Harrison aient également joué de l'instrument sur ce morceau (audibles dans le canal gauche du mix stéréo). Lennon joue aussi de la basse à six cordes. Enfin, des bruitages d'avions sont ajoutés qui continuent jusqu'au début des arpèges de guitare de la chanson suivante, Dear Prudence.
Pour l’anecdote, les parties instrumentales du morceau ont été enregistrées à un rythme plus lent et dans une tonalité inférieure, la bande ayant été accélérée pendant la production avant que les Beatles n’y apposent leurs voix. 
Ringo Starr revient le 4 septembre 1968 pour le tournage des vidéos promotionnelles de Hey Jude et Revolution, les deux chansons du 45 tours. Le lendemain, le groupe est au complet pour enregistrer While My Guitar Gently Weeps. Ringo Starr, qui découvre sa batterie couverte de fleurs dans le studio 2, avait précédemment reçu un télégramme des autres Beatles : « Tu es le meilleur batteur du monde, reviens ! ».

## Fiche technique

### Interprètes
- Paul McCartney : chant, batterie, piano, guitare, basse, claquements de mains
- John Lennon : chœurs, basse 6 cordes, guitare, batterie, claquements de mains
- George Harrison : chœurs, guitare, basse, batterie, claquements de mains

## Parutions
Outre son inclusion en ouverture du disque The Beatles, la chanson apparaît sur les compilations The Beatles 1967-1970 sorti en 1973 et Rock 'n' Roll Music publié le 7 juin 1976. La chanson, couplée à Twist and Shout, sera éditée en single le 25 du même mois au Royaume-Uni afin de promouvoir cet album thématique. Une version écourtée et mixée différemment apparaît sur l'album Love en 2006. La chanson est aussi incluse dans Tomorrow Never Knows paru exclusivement en téléchargement sur itunes en 2012.
Le 7 novembre 2018, pour promouvoir les éditions du cinquantième anniversaire de l'« Album blanc », un vidéoclip de cette chanson est mis en ligne.

## Reprises
La chanson a été reprise entre autres par Chubby Checker (1969), The Dead Kennedys (1979, live), Su Pollard (1984), Leningrad Cowboys (1992), Baba Yaga (1992), Type O Negative (1999, live), Noorkuu (2005), Guns N' Roses (2006, live), Molly Hatchet (2012), etc.
La version live de Billy Joel (1987) s'est classée à la 38e place des charts américains en 1987 et 92e au Royaume-Uni.
Au Bonheur des dames en ont fait une parodie intitulée Valérie et Albert et le groupe Beatallica l'a mélangée avec une chanson de Metallica sous le titre Blackened the U.S.S.R.
Paul McCartney l'interprète également en solo et s'en est inspiré pour le titre de ses deux albums live Back in the U.S. et Back in the World. Le nom de son album Снова в СССР est la traduction russe du titre de cette chanson.
L'actrice Sigourney Weaver la chante dans le film de 2001 Heartbreakers.